# Jorge Cadete
Jorge Paulo Cadete Santos Reis (Pemba, Portugees Mozambique, 27 augustus 1968), beter bekend als Jorge Cadete, is een voormalig Portugees profvoetballer.
De aanvaller werd opgeleid in de jeugdopleiding van Sporting Lissabon. Cadete is vooral bekend van zijn tijd bij Celtic FC, waar hij in het seizoen 1996/97 topscorer was in de Scottish Premier League.

## Erelijst
Sporting CP
- Topscorer Primeira Divisão

1993 (18 goals)
1 Baía  ·
2 Secretário ·
3 Paulinho Santos ·
4 Oceano ·
5 Couto ·
6 Tavares ·
7 Paneira ·
8 Pinto ·
9 Sá Pinto ·
10 Costa ·
11 Cadete ·
12 Alfredo ·
13 Dimas ·
14 Barbosa ·
15 Domingos Paciência ·
16 Hélder ·
17 Porfírio ·
18 Folha ·
19 Sousa ·
20 Figo ·
21 Madeira ·
22 Rui Correia ·
Coach: Oliveira